# Dudum siquidem

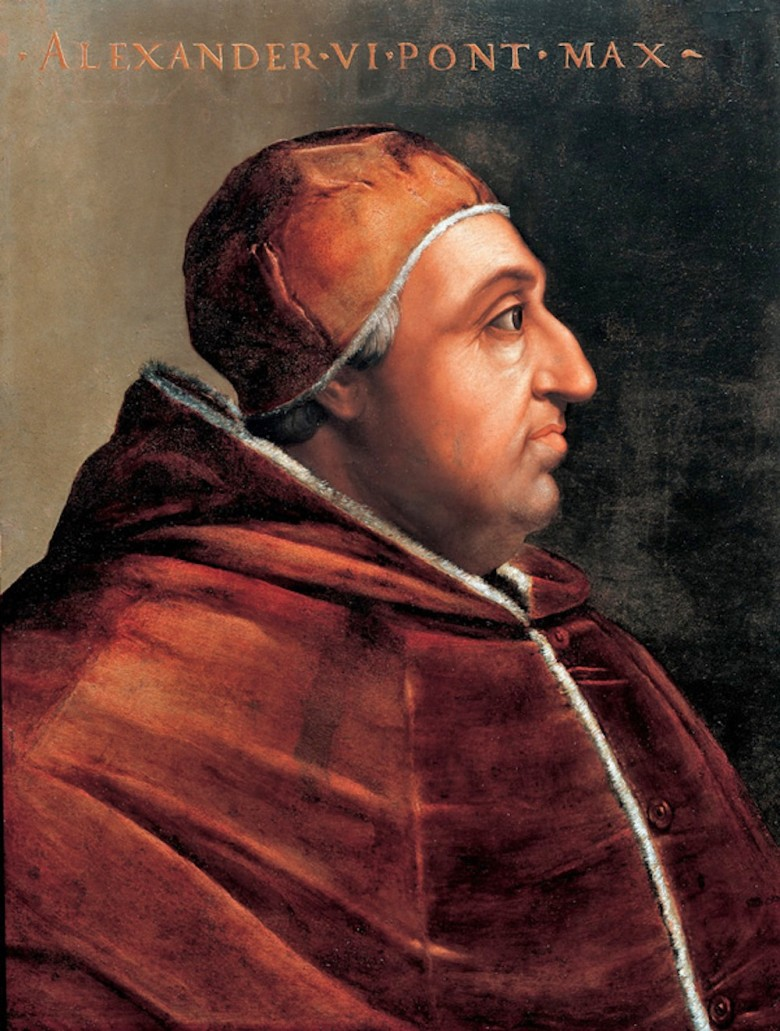
Alexandre VI rédacteur de la bulle papale "Dudum siquidem".

Dudum siquidem est une bulle papale émise par Alexandre VI le 26 septembre 1493, en supplément de la bulle Inter caetera, et qui étend les reconnaissances de possessions de la couronne d'Espagne et du Portugal aux territoires et aux îles en dehors de l'Europe qui ne sont pas encore découverts et attribués. De par les avantages bien plus nombreux qu'il offre à l'Espagne qu'au Portugal, il est une des causes d'une nouvelle renégociation qui aboutira au traité de Tordesillas.

#### Bulles pontificales
- Dum diversas (1452), Romanus pontifex (1455), Aeterni regis (1481), Inter caetera (1493)

#### Droit international
- Anthropologie juridique
- Peuple autochtone, Droit des peuples autochtones (Déclaration des droits des peuples autochtones)
- Terra nullius, Doctrine de la découverte, Colonialisme, Colonisation, Décolonisation, Droit des peuples à disposer d'eux-mêmes

#### Études théoriques
- Études postcoloniales, Études décoloniales